# ایچیکاوامیساتو
ایچیکاوامیساتو (به لاتین: Ichikawamisato) یک منطقهٔ مسکونی در ژاپن است که در Nishiyatsushiro District واقع شده‌است. ایچیکاوامیساتو ۷۵٫۱۸ کیلومترمربع مساحت و ۱۵٬۷۰۸ نفر جمعیت دارد.